# Fortunacijan Oglejski
Fortunacijan Oglejski (4. stol.) je bil oglejski škof in avtor prvega latinskega komentarja evangelijev, ki ga je leta 2012 odkril avstrijski klasični filolog Lukas J. Dorfbauer.

## Življenje
O življenju oglejskega škofa Fortunacijana iz sredine 4. stoletja na žalost ni ohranjenega veliko podrobnega (gl. Hieronim, De vir. ill. 97). Fortunacijan Oglejski (lat. Fortunatianus Aquileiensis), afriškega rodu, je bil škof v Ogleju od okrog leta 340 pa do svoje smrti, okrog leta 370. Nasledil ga je škof Valerijan, le-tega pa bolje znani Kromacij Oglejski, ki je bil škof od ok. 388 do svoje smrti 406/7. Po vsej verjetnosti je bil Fortunacijan izvoljen za škofa leta 342, po krutih dogodkih, povezanih z borbo za oglejski tron med katoliki in arijanci, v katero je bil vpleten tudi Valens iz Murse. Njegov nastop sodi v obdobje, ko je Cerkev pretresalo dogajanje povezano z arijansko herezijo, pri čemer je bil Oglej ena izmed ključnih vpletenih škofij na meji med Vzhodom in Zahodom.
Fortunacijan je sodeloval na sinodi v Sardiki leta 343, ki sta jo na poziv papeža Julija I. sklicala cesarja Konstans in Konstancij II. in ki je potrdila nedolžnost Atanazija iz Aleksandrije ter Marcela iz Ankire. Kasneje je Fortunacijan, po vsej verjetnosti, sodeloval tudi na sinodi v Arlesu leta 353 ter na sinodi v Milanu leta 355, ko naj bi pod pritiski cesarja Konstancija II. podpisal obsodbo Atanazija in sklenitev občestva z arijanskimi škofi, čemur je sledilo dvoletno izgnanstvo papeža Liberija v traško Berojo, ki pa se sam sprva Atanaziju in nicejskemu nauku ni hotel odreči. Na poti tja se je Liberij ustavil tudi v Ogleju in verjetno ga je tam tudi Fortunacijan prepričeval, naj se ukloni,[3] kar naj bi se zgodilo s podpisom spornega drugega sirmijskega obrazca veroizpovedi leta 357. Ne vemo, če je Fortunacijan sodeloval na zloglasni sinodi v Riminiju leta 359 v času najhujše doktrinalne krize.  
Ker dokumenti in sklepi zgoraj navedenih sinod niso vedno povsem jasni oz. znani, točno ne vemo, kakšna stališča je Fortunacijan dejansko zagovarjal in kakšen direktni vpliv na dogajanje je imel. Najbolj razvidno se kaže, da je leta 355 pod hudimi političnimi pritiski cesarja Konstancija II. postal del t.i. semiarijanske struje in se politično približal tistim, ki so nasprotovali Atanaziju, ni pa dokazov, da bi imel tudi teološko arijanska stališča. Iz tega razloga je novodkrito delo Razlage evangelijev, ki je bilo stoletja zaradi te Fortunacijanove sumljive oznake izgubljeno, izjemnega pomena, saj nam omogoča vpogled v njegov miselni svet.

## Razlage evangelijev
V začetku oktobra 2012 je avstrijski klasični filolog Lukas J. Dorfbauer odkril delo Razlage evangelijev (Commentarii in evangelia), ki je bilo do tedaj več kot tisoč let pozabljeno in ohranjeno le v redkih fragmentih. V kodeksu 17 kölnske stolne knjižnice (Erzbischöfliche Diözesan- und Dombibliothek Köln) iz prve tretjine 9. stol. je na 103 pergamentnih folijih našel latinsko besedilo z razlagami evangelijev, v katerem je – zaradi nekaterih arhaičnih oblik (npr. Lucanus in ne Lucas; cata [gr. κατά] namesto secundum), starejše verzije latinskega Svetega pisma (Vetus Latina), značilnih naslovov posameznih delov razlage (prim. Hier., De vir. ill. 97 in Comm. in Matt., praef.) in ujemanja s poznanimi fragmenti – z gotovostjo prepoznal Fortunacijanovo delo, ki je veljalo za izgubljeno. Do tedaj so bili namreč znani zgolj trije kratki fragmenti iz Fortunacijanovega spisa: dva fragmentarna komentarja odlomkov Matejevega evangelija (Mt 21,1-11; 23,34-39) in alegorija o štirih evangelijih z nekaj starozaveznimi referencami.
Besedilo sestavljajo štirje glavni deli: uvod o splošnih karakteristikah štirih evangelijev (Predgovor, Regula evangeliorum quattuor); obširna razlaga Mt 1,1-28 (Tri daljša poglavja); oštevilčen seznam 160 naslovov posameznih poglavij komentarja in sama razlaga različnih odlomkov iz treh evangelijev. Fortunacijanove Razlage evangelijev vsebujejo 129 poglavij razlag k skoraj celotnemu Matejevemu evangeliju,[1] 13 poglavij razlag k Lukovemu evangeliju (Lk 1–5) in 18 poglavij razlage začetka Janezovega evangelija (Jn 1–2,11).
Akmé Fortunacijanovega pisanja – tj. pisanja Razlag evangelijev, o kakšnem drugem njegovem spisu namreč ni navedb – je bila sočasna vladanju cesarja Konstancija II., kar izvemo iz Hieronimovega zapisa, da je Fortunacijan delo napisal »imperante Constantio« (Hieronim, De vir. ill. 97). Delo je najverjetneje nastalo v letih med 343 in 355, natančnejše datacije za sedaj ni mogoče podati.